# امپراتوری بیزانس تحت خاندان تئودئوسی
امپراتوری بیزانس تحت خاندان تئودئوسی (انگلیسی: Byzantine Empire under the Theodosian dynasty)، به دورانی از امپراتوری از بیزانس اطلاق می‌شود که پس از روی کار آمدن تئودئوس یکم تا مارسیانوس ادامه یافت.
هنگامی که تئودئوس اول مرد، قسمت شرقی امپراتوری به پسر ارشد او آرکادیوس رسید و این پیش‌آمد منشأ و سابقه امپراتوری رم شرق که به امپراتوری بیزانس و یونان معروف شده می‌باشد و علت این نامگذاری آن بود که امپراتوری مزبور بزودی صفات و مختصات رومی و غربی خود را از دست داد.
در حالی که امپراتوری مغرب در قبال حملات بربرها رو به زوال بود. مقدر چنین بود که امپراتوری شرق هزار سال دیگر به زندگی خود ادامه دهد و این حیات طولانی موجب تعجب بود. علت این دوام، وضع مساعد آن می‌باشد چون در قرن پنجم فقط مرزهای دانوب در خطر هجوم اقوام جاهل قرار داشت، گذشته از این پایداری و رونق هلنیسم و لیاقت برخی از امپراتوران را می‌توان از موجبات دوام آن امپراتوری محسوب داشت.
پس از آرکادیوس، هونوریوس به‌قدرت رسید که از قدرت کافی برای مقابله عوامل داخلی و خارجی برخوردار نبود؛ اختیار حکومت را به دست وزرای مغرض و رشوه خواری که ویزیگت‌ها را در غارت و تاراج مقدونیه و یونان آزاد گذاشته بودند، سپرد. پسر او تئودئوس دوم که خردسال بود تحت قیومت خواهر خویش، پولکری جانشین وی شد. حملات هون‌ها به سرداری آتیلا که زیان‌های فوق‌العاده‌ای به بار آورد در همین زمان صورت گرفت و چنان‌که می‌دانیم این اقوام با دریافت خراج گزافی حاضر به عقب‌نشینی شدند. پس از مرگ او پولکری، همسری مارسیانوس را، سردار سالخورده‌ای که توانسته بود شانه از زیر بار پرداخت خراج هون‌ها خالی کند، پذیرفت. هون‌ها در این موقع به غرب حمله بردند. مارسین در سال ۴۵۷ درگذشت.